# Mitrephora longipetala
Mitrephora longipetala är en kirimojaväxtart som beskrevs av Friedrich Anton Wilhelm Miquel. Mitrephora longipetala ingår i släktet Mitrephora och familjen kirimojaväxter. Inga underarter finns listade i Catalogue of Life.